# Ryan Graves (Unternehmer)

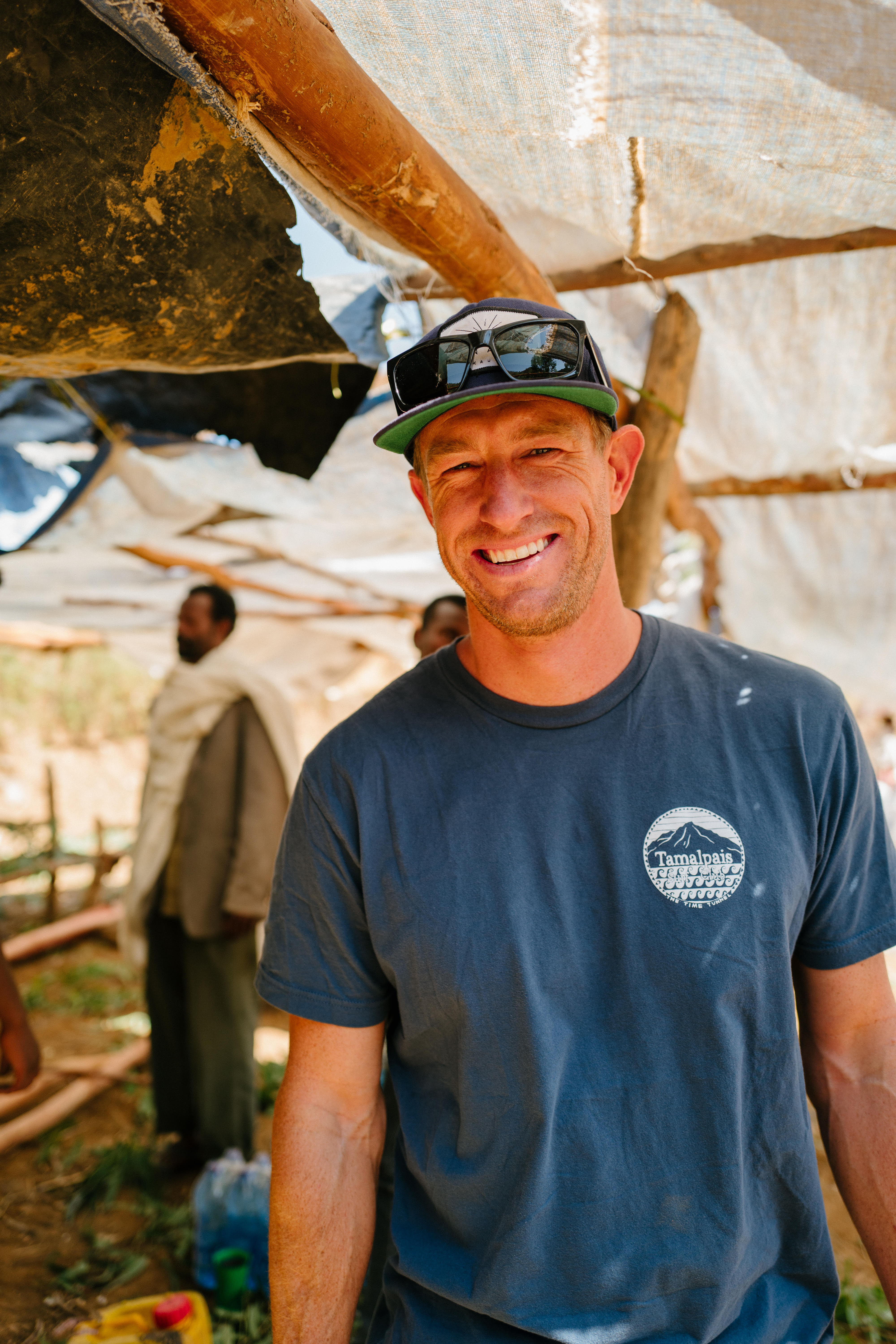
Ryan Graves

Ryan Graves (* 1983 in San Diego, Kalifornien) ist ein US-amerikanischer Manager. Er war CEO des Unternehmens Uber.

## Werdegang
Ryan Graves wurde in San Diego, Kalifornien geboren. Er arbeitet als Datenbankadministrator bei General Electric, ehe ihm Mitte 2009 durch Kundenanwerbung ein Wechsel zum Start-up Foursquare gelang. Nachdem er einen Tweet des Gründers des Internet-Fahrdienstanbieters Uber, Travis Kalanick, der einen CEO suchte, gelesen hatte, schlug er sich selbst dafür vor. Er erhielt die Stelle als CEO, der er von Februar bis Dezember 2010 ausfüllte.

## Vermögen
Gemäß dem Forbes Magazin, das ihn an Stelle 16 der reichsten Unternehmer der USA unter 40 Jahren (America’s Richest Entrepreneurs Under 40) setzte, beträgt das Vermögen von Ryan Graves etwa 1,5 Milliarden US-Dollar (Stand: Dezember 2015). Sein Vermögen hat er durch Anteile am Unternehmen Uber, die im Wert gestiegen sind, gemacht.